# Ruisseau de Martin-Moulin
Le ruisseau de Martin-Moulin, appelé aussi Eau de Martin-Moulin (et Noir Ru avant Chabrehez), est un cours d'eau ardennais de Belgique, affluent de l'Ourthe orientale faisant partie du bassin versant de la Meuse. Il coule entièrement en province de Luxembourg.

## Parcours
Le Martin-Moulin prend sa source dans la Fange du Grand Passage sur le plateau des Tailles au  sud de la Baraque de Fraiture non loin du village de Tailles à une altitude d'environ 600 m. Le cours d'eau passe ensuite par les villages ou hameaux de Chabrehez, Wilogne et son ancien moulin puis Achouffe connu pour sa brasserie où il reçoit comme affluent le ruisseau de Chevral et sa Vallée des Fées. Après avoir reçu le ruisseau de Belle-Meuse, il rejoint l’Ourthe orientale à une altitude de 300 m en amont du pont de Rensiwé. Son cours d'une longueur approximative de 15 kilomètres se déroule presque exclusivement en milieu boisé.
Le ruisseau présente sur la majorité de son parcours des ouvrages du Castor fiber, une espèce autrefois largement présente en Belgique, mais qui avait au XIXe siècle disparu d'une grande partie de son aire naturelle (eurasienne) de répartition. Il est désormais largement présent sur le cours supérieur de l'Ourthe et de ses affluents.